# Leucauge fishoekensis
Leucauge fishoekensis este o specie de păianjeni din genul Leucauge, familia Tetragnathidae, descrisă de Strand, 1909. Conform Catalogue of Life specia Leucauge fishoekensis nu are subspecii cunoscute.